# Matthew Langridge
Matthew Langridge (Crewe, 20 maggio 1983) è un canottiere britannico, vincitore della medaglia d'oro a Rio de Janeiro 2016, della medaglia d'argento a Pechino 2008 e di bronzo a Londra 2012, tutte nell'8 con.

## Palmarès
- Olimpiadi

Pechino 2008: argento nell'8.
Londra 2012: bronzo nell'8.
Rio de Janeiro 2016: oro nell'8.
- Mondiali

Monaco di Baviera 2007: bronzo nel 2 senza.
Poznań 2009: oro nel 4 senza.
Bled 2011: oro nel 4 senza.
Amsterdam 2014: argento nel 2 senza.
Aiguebelette 2015: argento nel 2 senza.
- Campionati europei di canottaggio

Poznan 2015: oro nel 2 senza.
Brandeburgo 2016: bronzo nell'8.
- Campionati del mondo giovanili di canottaggio

Duisburg 2001: oro nel singolo.